# World Affairs (journal)
World Affairs est une publication trimestrielle sur les affaires internationales éditée chez Heldref Publications.
World Affairs, qui, sous une forme ou sous une autre, a été publié depuis 1837, a été re-lancé en janvier 2008 comme une publication entièrement nouvelle.
World Affairs est un petit journal qui débat des grandes idées derrière la politique étrangère américaine.
Les rédacteurs en chef du magazine célèbrent et encouragent l'hétérodoxie et le débat ouvert.
Chaque numéro trimestriel contient des articles écrits par des professeurs, des journalistes, des universitaires, des officiers militaires, et des fonctionnaires de gouvernements du monde entier, offrant diverses perspectives sur les problèmes mondiaux et sur la politique étrangère américaine.
Christopher Hitchens, Robert Kagan, Peter Beinart, George Packer, P. J. O'Rourke, David Rieff, et Andrew Bacevich ont tous écrit pour le journal.
World Affairs a son siège au Cercle Dupont à Washington, D.C.